# Éthyltoluène
L'éthyltoluène ou éthylméthylbenzène est un composé organique aromatique de formule brute C9H12. Il est constitué d'un cycle benzénique substitué par un groupe éthyle et un groupe méthyle. Comme tous les benzènes disubstitués, il existe sous la forme de trois isomères structuraux, les composés ortho, méta et para, selon la position relative des deux substituants sur le cycle.

## Propriétés
| Éthyltoluène                  | | | |
| Nom                           | 1,2-Éthyltoluène                                                                                       | 1,3-Éthyltoluène                                                                                     | 1,4-Éthyltoluène                                                                                     |
| Autre nom                     | 1,2-Éthylméthylbenzène ortho-Éthylméthylbenzène ortho-Éthyltoluène o-Éthylméthylbenzène o-Éthyltoluène | 1,3-Éthylméthylbenzène méta-Éthylméthylbenzène méta-Éthyltoluène m-Éthylméthylbenzène m-Éthyltoluène | 1,4-Éthylméthylbenzène para-Éthylméthylbenzène para-Éthyltoluène p-Éthylméthylbenzène p-Éthyltoluène |
| Représentation                | Structure de l'1,2-éthyltoluène                                                                        | Structure de l'1,3-éthyltoluène                                                                      | Structure de l'1,4-éthyltoluène                                                                      |
| Numéro CAS                    | 611-14-3                                                                                               | 620-14-4                                                                                             | 622-96-8                                                                                             |
| Numéro CAS                    | 25550-14-5 (mélange d'isomères)                                                                        | | |
| PubChem                       | 11903                                                                                                  | 12100                                                                                                | 12160                                                                                                |
| Formule brute                 | C9H12                                                                                                  | C9H12                                                                                                | C9H12                                                                                                |
| Masse molaire                 | 120,19 g mol−1                                                                                         | 120,19 g mol−1                                                                                       | 120,19 g mol−1                                                                                       |
| État (CNPT)                   | liquide                                                                                                | liquide                                                                                              | liquide                                                                                              |
| Apparence                     | liquide incolore, odeur aromatique                                                                     | liquide incolore                                                                                     | liquide incolore, odeur aromatique                                                                   |
| Point de fusion               | −81 °C                                                                                                 | −96 °C                                                                                               | −62 °C                                                                                               |
| Point d'ébullition            | 165 °C                                                                                                 | 161 °C                                                                                               | 162 °C                                                                                               |
| Masse volumique (20 °C)       | 0,88 g·cm-3                                                                                            | 0,86 g·cm-3                                                                                          | 0,86 g·cm-3                                                                                          |
| Pression de vapeur (20 °C)    | 2,8 hPa                                                                                                | 3,2 hPa                                                                                              | 3,2 hPa                                                                                              |
| Point d'éclair                | 43 °C                                                                                                  | 39 °C                                                                                                | 43 °C                                                                                                |
| Point d'auto-inflammation     | 440 °C                                                                                                 | 480 °C                                                                                               | 475 °C                                                                                               |
| Limites d'explositivité       | | | 1,2 – 7 vol.%                                                                                        |
| Solubilité dans l'eau (25 °C) | 93 mg·l-1                                                                                              | 97 mg·l-1                                                                                            | 95 mg·l-1                                                                                            |
| LogP                          | 3,53                                                                                                   | | 3,63                                                                                                 |
| SGH                           | Danger                                                                                                 | Attention                                                                                            | Danger                                                                                               |
| Phrase H et P                 | H226 et H304                                                                                           | H226                                                                                                 | H226 et H304                                                                                         |
| Phrase H et P                 | P331 et P301+P310                                                                                      | | P331 et P301+P310                                                                                    |